# A. Bernard Deacon
Arthur Bernard Deacon (geb. 1903 in Mykolajiw, Russisches Kaiserreich; gest. 1927 auf Malekula) war ein englischer, in Russland geborener Anthropologe, der Feldforschungen auf den Inseln Ambrym (heute Vanuatu) und Malekula unternahm. Die gesamte Feldforschung Deacons wurde nach seinem Tod im Jahr 1927 von Camilla Wedgwood anhand seiner Feldnotizen herausgegeben, darunter auch sein Werk Malekula.
Diese ethnografische Studie beschreibt die Insel Malekula, die zweitgrößte Insel der Nation Vanuatu, die früher als Neue Hebriden bekannt war. Das Werk befasst sich mit dem Land und den Menschen, einschließlich ihrer Rituale und Bräuche. Es ist ein wertvoller Bericht über die anthropologische Feldarbeit, die der Autor unter sehr schwierigen Umständen durchgeführt hat. Das Buch beschäftigt sich hauptsächlich mit dem zeremoniellen Aspekt des Lebens, es enthält aber auch wertvolle Informationen über das Sexualleben und die Psychologie des Volkes von Malekula.
Deacon starb auf Malekula an blackwater fever (bösartige Malaria).

## Schriften
- A. Bernard Deacon: Notes on Some Islands of the New Hebrides. Journal of the Royal Anthropological Institute of Great Britain and Ireland 59:461–515 (1929), ed. C. Wedgwood.
- A. Bernard Deacon: Malekula: a vanishing people in the New Hebrides, ed. C. Wedgwood (1934) (review)
- A. Bernard Deacon: The regulation of marriage in Ambrym. In: Journal of the Royal Anthropological Institute, 57 (1927)
- A. Bernard Deacon: 4 Geometrical Drawings from Malekula and Other Islands of the New Hebrides. In: Journal of the Royal Anthropological Institute of Great Britain and Ireland 64:129–175. (1934)